# Baisweil
Baisweil är en kommun och ort i Landkreis Ostallgäu i Regierungsbezirk Schwaben i förbundslandet Bayern i Tyskland.
Kommunen ingår i kommunalförbundet Eggenthal tillsammans med kommunerna Eggenthal och Friesenried.